# Bałwan

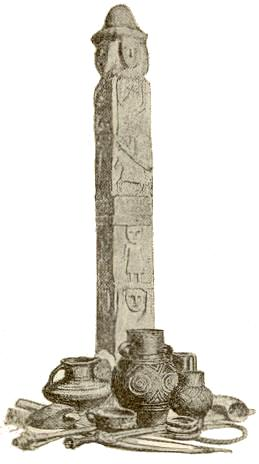
Bałwan conocido como el ídolo del Zbruch.

Bałwan (en serbio balvan o балван, literalmente bloque de madera; en kirguís balvan)[cita requerida] hoy, literalmente indistinguible de la palabra polaca cotidiana para muñeco de nieve, es un término antiguo común a todas las lenguas eslavas que describe una representación escultórica o monolítica en forma de pilar o zócalo erigida en honor de una deidad. Este objeto era usado directamente como objeto de veneración, o constituía una representación tangible de un objeto de culto. Los eslavos occidentales transcribieron y pronunciaron la palabra como bałwan, que es su manifestación léxica polaca contemporánea y antigua,[cita requerida] mientras que los eslavos del sur y los eslavos orientales utilizaron el bołwan ligeramente diferenciado.

Un término derivado de bałwan es la palabra eslava para la idolatría: bałwochwalstwo.